# Pin-Moriès
Pin-Moriès is een voormalige gemeente in het Franse departement Lozère in de regio Occitanie.

## Geschiedenis
Op 1 maart 1974 fuseerde de gemeenten met Le Monastier tot de gemeente Le Monastier-Pin-Moriès in een fusion associée. Dit hield in dat Pin-Moriès als commune associée nog enige mate van zelfstandigheid behield tot op 22 maart 1992 deze status werd afgeschaft. Op 1 januari 2016 fuseerde Le Monastier-Pin-Moriès met de gemeente Chirac tot de gemeente Bourgs sur Colagne.